# SpaceX Demo-1

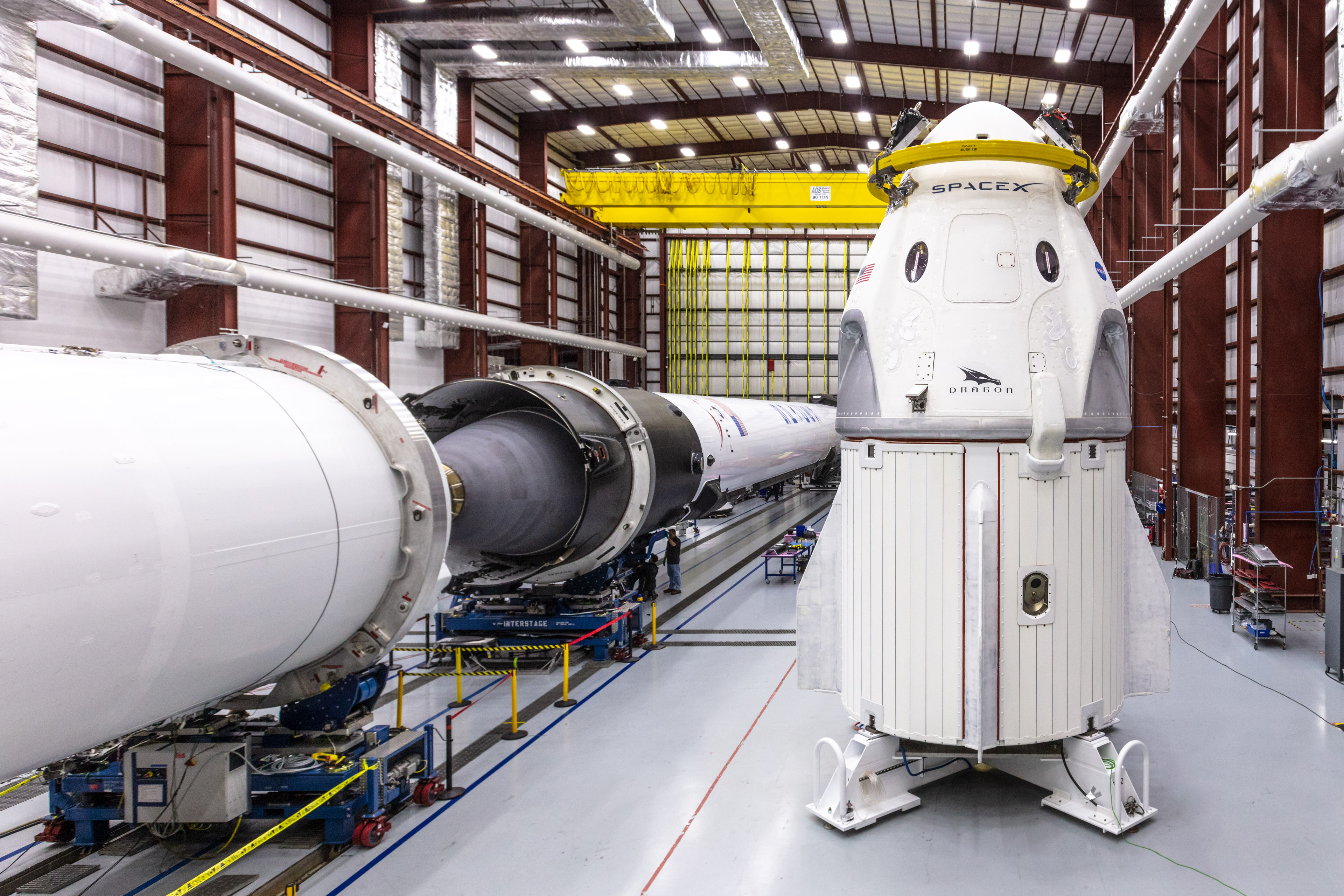
La capsule Crew Dragon 2 dans l'installation d'intégration horizontale LC-39A de SpaceX.

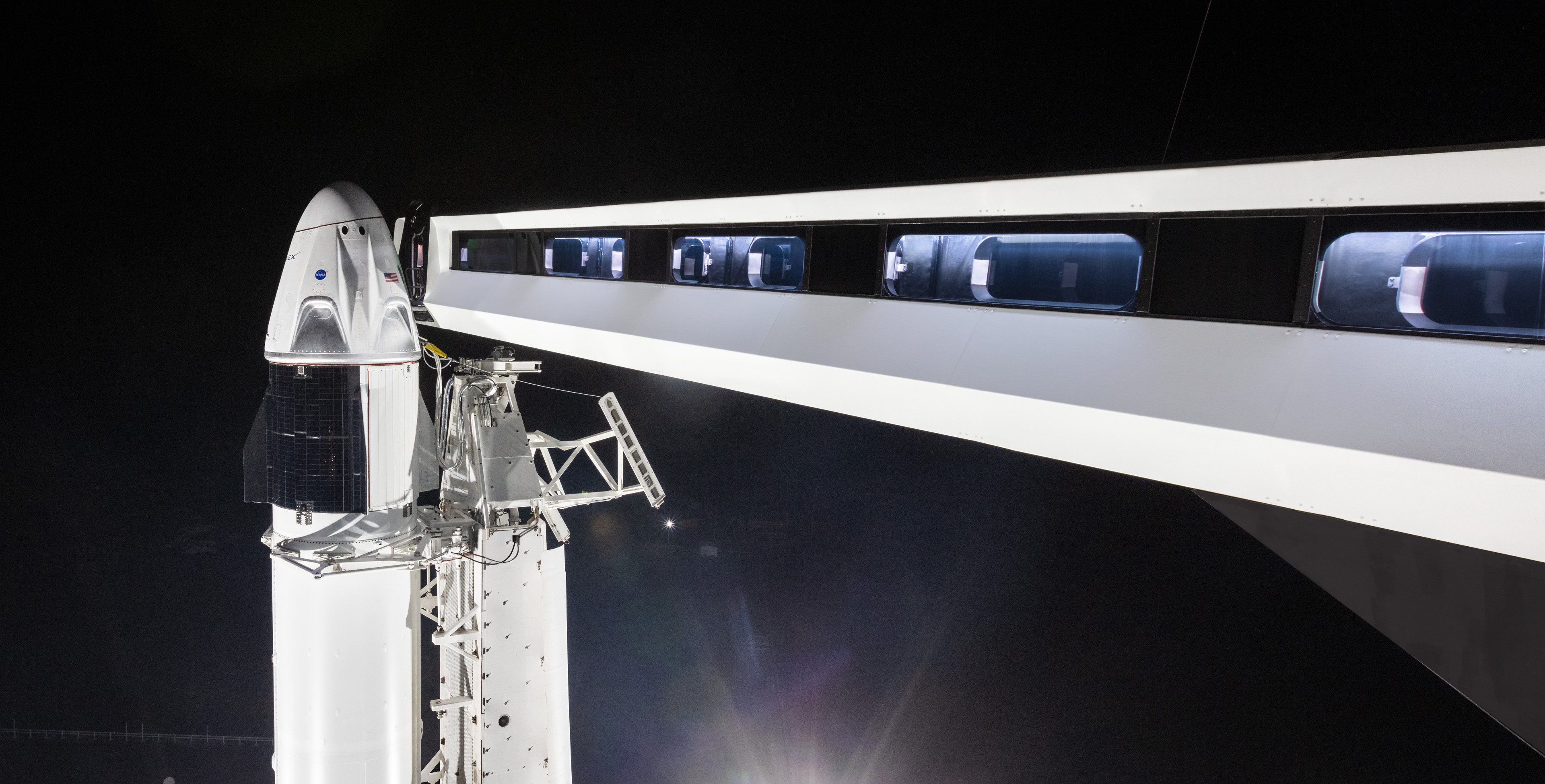
La capsule Crew Dragon 2 montée au sommet de la Falcon 9 sur la rampe de lancement, le bras de passerelle étant prolongé de la tour de lancement à la capsule.

SpaceX Demo-1 (en anglais : SpaceX Demonstration Mission 1, en français : « Mission de démonstration SpaceX no 1 »), est la première des deux missions qui doivent qualifier le vaisseau spatial Crew Dragon développé par la société américaine privée SpaceX d'Elon Musk et qui doit assurer avec le vaisseau CST-100 Starliner la relève des équipages de la Station spatiale internationale (ISS). Le vaisseau, dont le vol doit durer un peu moins d'une semaine, n'emporte pas d'équipage mais transporte de manière symbolique 250 kilogrammes de fret dans la partie pressurisée. Toutes les étapes d'une mission opérationnelle sont réalisées au cours de la mission y compris l'amarrage à la station spatiale. Son lancement a eu lieu le 2 mars 2019.

## Objectifs de la mission
La mission a pour objectif de tester l’approche et les procédures d'amarrage automatisées avec la Station spatiale internationale. La capsule restera amarrée pendant quelques jours, puis effectuera les étapes complètes de rentrée, d'amerrissage et de récupération afin de fournir les données nécessaires pour la certification de vols habités à destination de l'ISS. Les systèmes de survie seront suivis tout le long du vol d'essai. La même capsule sera réutilisée ultérieurement pour un test d'abandon en vol.

## Historique
L'engin spatial a été lancé sur une fusée SpaceX Falcon 9 sous contrat avec le Commercial Crew Development de la National Aeronautics and Space Administration (NASA). Les plans initiaux prévoyaient les vols CCDev2 dès 2015 mais SpX-DM1 a été retardé décembre 2016, puis plusieurs fois en 2017 et jusqu'en 2019,,. La NASA a publié la première date exacte en novembre 2018, soit le 17 janvier 2019  mais cette date a été retardée à "pas avant février". Fin janvier, le vol fut retardé au 2 mars 2019, selon un dépôt à la FCC par SpaceX pour la télémétrie, le suivi et la commande de la capsule Crew Dragon 2.

## Déroulement de la mission

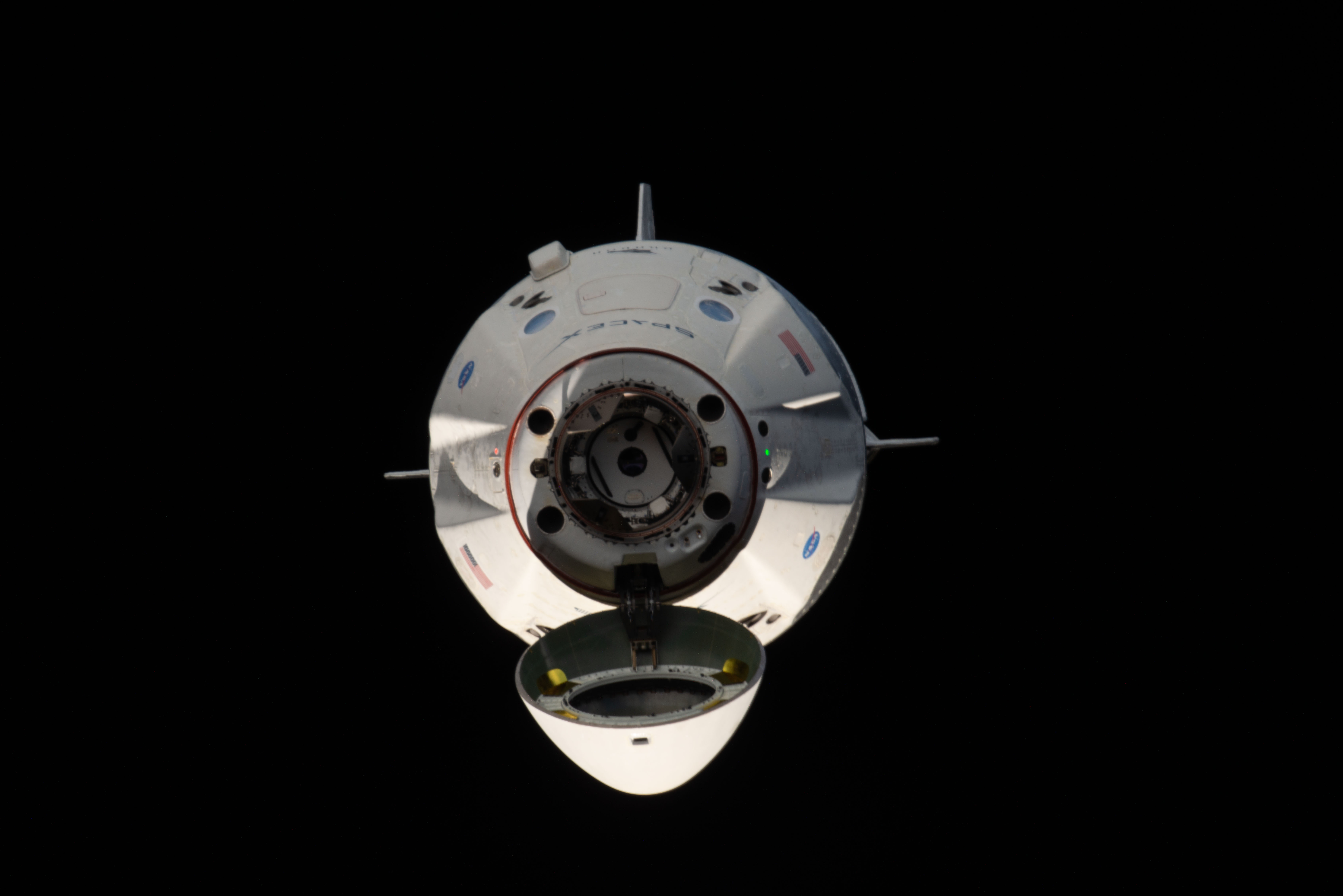
Le vaisseau en approche de la Station spatiale internationale, le 3 mars 2019.

Le lanceur et le vaisseau Crew Dragon ont été installés sur le pas de tir 39A du Centre spatial Kennedy le 28 février 2019.
La fusée a décollé le 2 mars 2019 à 7 h 49 UTC,.